# Noordzeecross

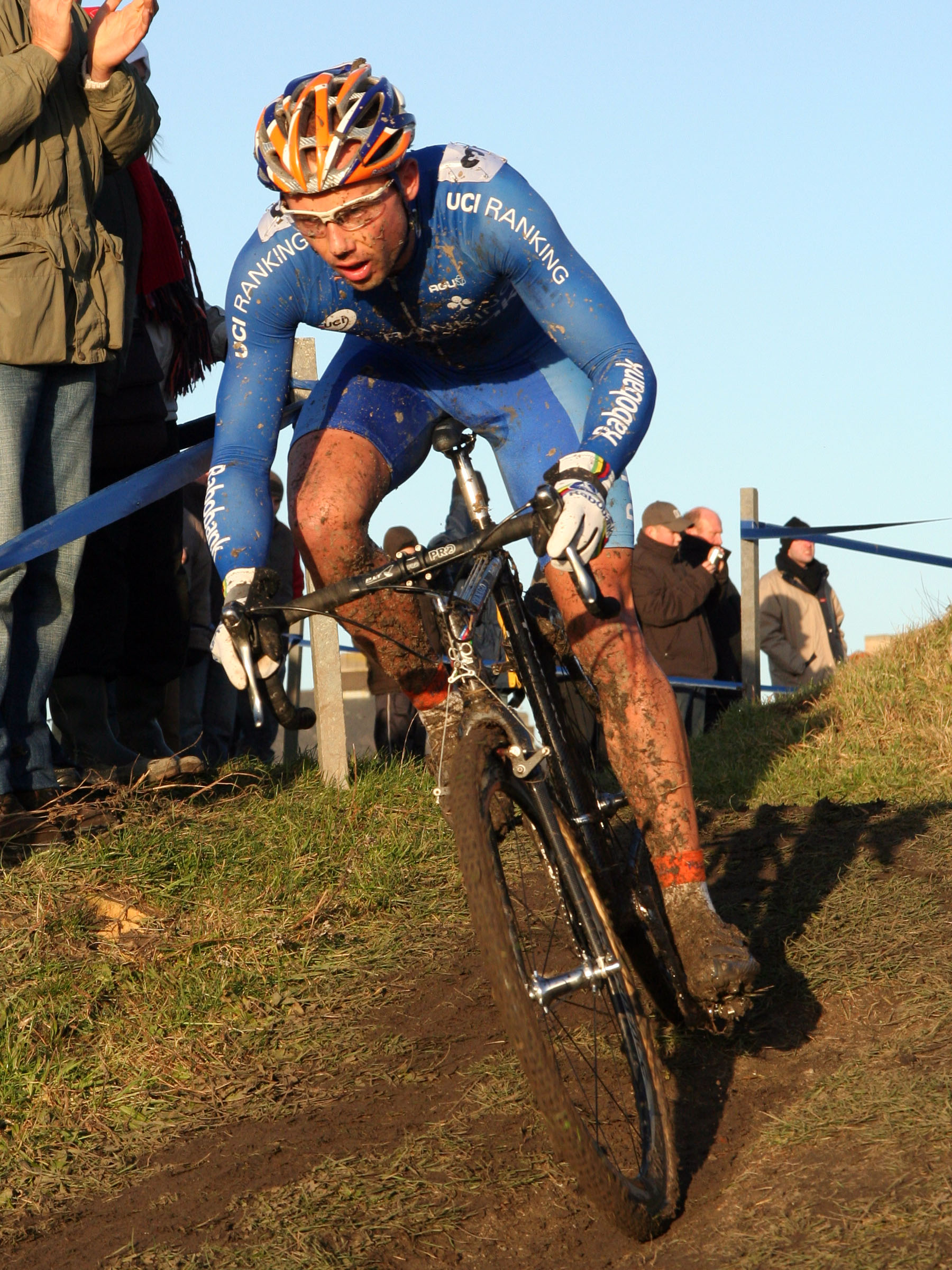
Sven Nys auf dem Weg zum Sieg 2007; er gewann das Rennen insgesamt fünfmal.

Das Noordzeecross ist ein belgisches Cyclocrossrennen.

## Geschichte
Der Wettbewerb wird seit 1959 in Middelkerke ausgetragen. Es handelt sich damit das älteste bestehende Cyclocrossrennen in Belgien, wenn man von den nationalen Meisterschaften absieht, die von Jahr zu Jahr den Ort wechseln. Seinen heutigen Namen hat der Noordzeecross allerdings erst seit 2005. Seit diesem Jahr findet er im Sportpark De Krokodiel statt, das einige hundert Meter landseits des Strands in Middelkerke liegt. Das Terrain besteht hauptsächlich aus Wiesen, aber auch kleineren Hügeln, die von der Dünenlandschaft herrühren, sowie künstlichen Hindernissen.
Der Noordzeecross war lange Zeit ein unabhängiges Rennen, bis er sich in der Saison 2010/2011 dem Superprestige anschloss. Dadurch erhielt er seine Einstufung als C1-Cross und seinen heutigen Termin Mitte Februar, gegen Ende der Cross-Saison; er bildet damit jeweils den Abschluss der Superprestige-Serie. 2022 entfiel der Noordzeecross, da Middelkerke in jenem Jahr die belgischen Meisterschaften ausrichtete, allerdings auf einem anderen Gelände.
Rekordsieger bei den Männern sind Belgier Erik De Vlaeminck und Norbert Dedeckere mit jeweils sechs Erfolgen. Bei den Frauen, deren Rennen seit 2012 stattfindet, hält Sanne Cant mit fünf Siegen den Rekord.

## Siegerliste

### Männer
- 1959 (Feb):  Firmin Van Kerrebroeck
- 1959 (Nov):  Roger De Clercq
- 1960:  Rolf Wolfshohl
- 1961:  Rolf Wolfshohl
- 1962 (Feb):  Pierre Kumps
- 1962 (Nov):  Firmin Van Kerrebroeck
- 1963:  Charles Vanhoutte
- 1964:  René De Rey
- 1965:  Roger De Clercq
- 1966:  Erik De Vlaeminck
- 1967: nicht ausgetragen
- 1968:  Erik De Vlaeminck
- 1969:  Erik De Vlaeminck
- 1970:  Robert Vermeire
- 1971:  Erik De Vlaeminck
- 1972:  Norbert Dedeckere
- 1973:  Erik De Vlaeminck
- 1974:  Norbert Dedeckere
- 1975:  Erik De Vlaeminck
- 1976:  Norbert Dedeckere
- 1977 (Feb):  Norbert Dedeckere
- 1977 (Nov):  Norbert Dedeckere
- 1978:  Freddy De Schacht
- 1979:  Freddy De Schacht
- 1980:  Johan Ghyllebert
- 1981:  Freddy De Schacht
- 1982:  Paul De Brauwer
- 1983:  Ivan Messelis
- 1984:  Ivan Messelis
- 1985:  Freddy De Schacht
- 1986:  Ivan Messelis
- 1987:  Norbert Dedeckere
- 1988:  Alex Moonen
- 1989:  Wim Lambrechts
- 1990:  Kurt De Roose
- 1991:  Filip Van Luchem
- 1992:  Peter Van Den Abeele
- 1993:  Arne Daelmans
- 1994–1995: nicht ausgetragen
- 1996:  Paul Herijgers
- 1997:  Paul Herijgers
- 1998:  David Willemsens
- 1999:  Peter Willemsens
- 2000:  Kurt De Roose
- 2001:  Sven Vanthourenhout
- 2002:  Sven Nys
- 2003:  Sven Nys
- 2004:  Sven Vanthourenhout
- 2005:  Sven Vanthourenhout
- 2006:  Bart Wellens
- 2007:  Sven Nys
- 2008:  Sven Nys
- 2009 (Dez):  Sven Nys
- 2011 (Feb):  Klaas Vantornout
- 2012:  Zdeněk Štybar
- 2013:  Klaas Vantornout
- 2014:  Tom Meeusen
- 2015:  Kevin Pauwels
- 2016:  Mathieu van der Poel
- 2017:  Mathieu van der Poel
- 2018:  Mathieu van der Poel
- 2019:  Mathieu van der Poel
- 2020:  Laurens Sweeck
- 2021:  Laurens Sweeck
- 2022: nicht ausgetragen (belgische Meisterschaften)
- 2023:  Eli Iserbyt
- 2024:  Eli Iserbyt
- 2025:  Joris Nieuwenhuis

### Frauen
- 2012:  Daphny van den Brand
- 2013:  Sanne Cant
- 2014:  Helen Wyman
- 2015:  Sanne Cant
- 2016:  Sanne Cant
- 2017:  Sanne Cant
- 2018:  Sanne Cant
- 2019:  Ceylin del Carmen Alvarado[2]
- 2020:  Ceylin del Carmen Alvarado
- 2021:  Denise Betsema
- 2022: nicht ausgetragen (belgische Meisterschaften)
- 2023:  Ceylin del Carmen Alvarado
- 2024:  Lucinda Brand
- 2025:  Inge van der Heijden